# Norvégien (chat)
Vous lisez un « bon article » labellisé en 2009.
Pour les articles homonymes, voir Norvégien (homonymie).

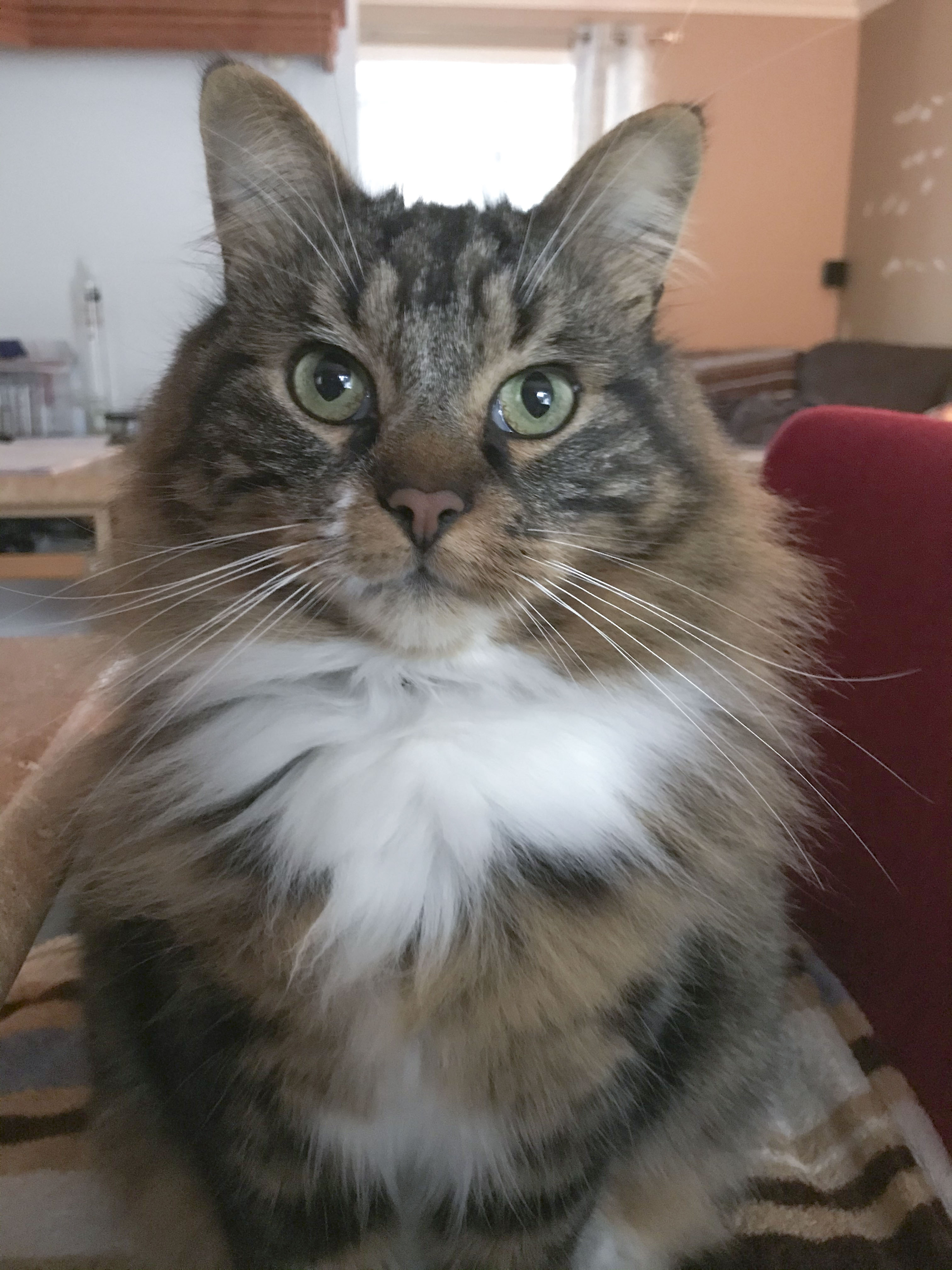
Chat Norvégien.

Le norvégien, également appelé chat des forêts norvégiennes ou norsk skogkatt, est une race de chats à poil mi-long originaire de Norvège. Ce chat de grande taille est caractérisé par sa fourrure à poils mi-longs très épaisse et son allure sauvage. D'apparence puissante, sa tête est caractérisée par son profil rectiligne et son menton fort.
Peut-être ramené par les Vikings de leurs voyages vers la mer Caspienne, le norvégien est essentiellement issu de la sélection naturelle du climat froid des pays scandinaves. Le développement de la race commence dans les années 1930, et elle est reconnue pour la première fois en 1972. L'élevage est marqué par un effort constant de différenciation avec le Maine coon et par l'apparition de la couleur ambre.
Race courante dans les pays scandinaves, elle l'est également en France et au Royaume-Uni où elle compte parmi les dix plus représentées. Des allusions au norvégien apparaissent dans la mythologie nordique, puis plus tard, dans les écrits et les contes.

## Historique

### Origines

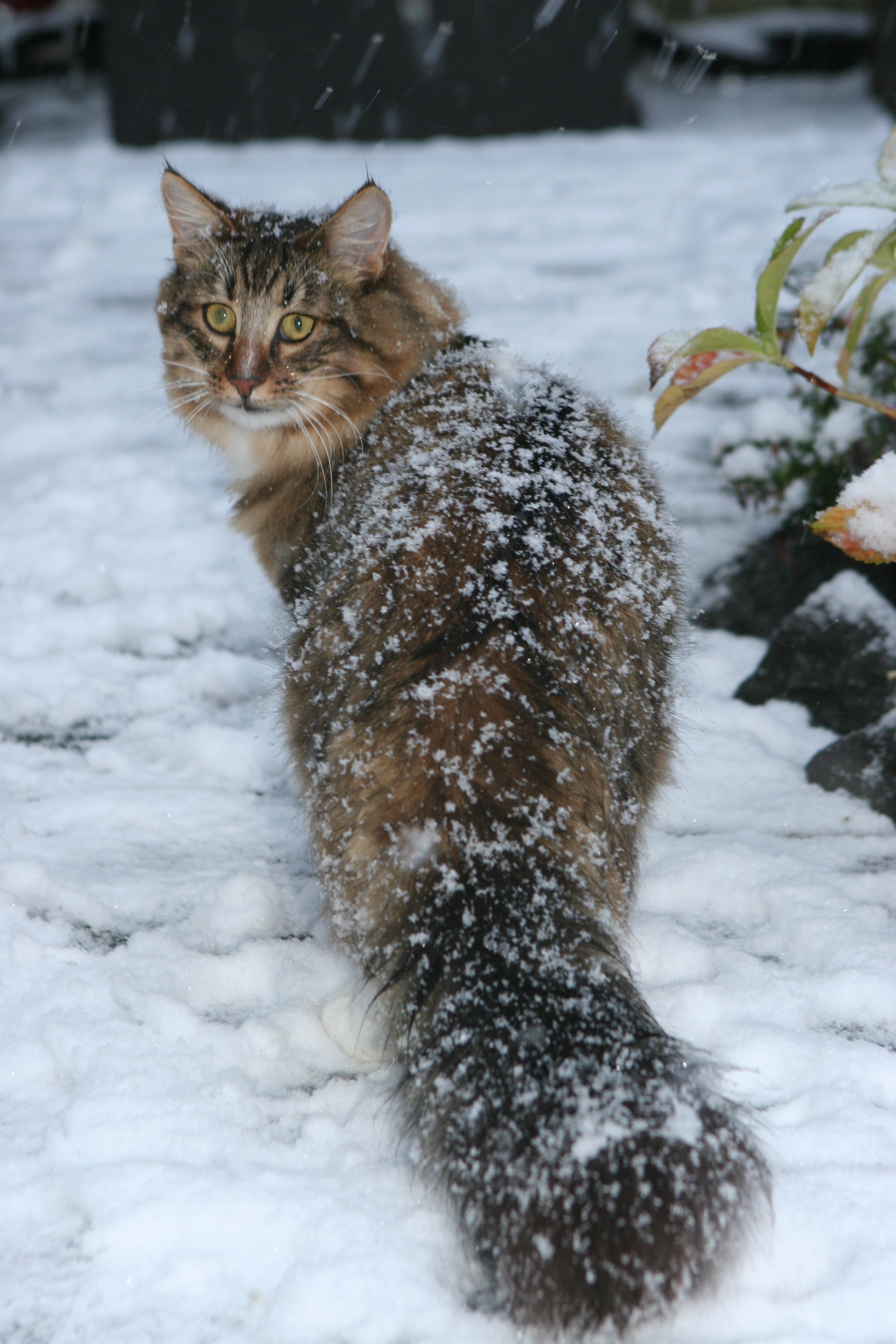
Le norvégien est un chat issu de la sélection naturelle pour résister aux temps froids de la Norvège.

Les chats seraient arrivés de l'Europe du Sud et ont été sélectionnés naturellement par les rudes conditions climatiques de la Norvège : seuls ceux ayant la meilleure capacité d'adaptation en développant la fourrure la plus épaisse ont survécu. Le norvégien se différencie des autres races par le fait qu'il n'est pas le produit d'une sélection poussée mais bien parce qu'il est le résultat d'une évolution naturelle que les éleveurs se contentent de réguler, d'où une harmonie certaine dans son type. Le norvégien fait partie de l'histoire de la Scandinavie.
Certains auteurs supposent que le norvégien a été ramené des abords de la mer Caspienne par les Vikings vers le VIIIe siècle, à des fins de dératisation.

### Développement de la race
En 1938, le norvégien est montré pour la première fois dans une exposition ; la même année, le premier club de chats de race est créé en Norvège. Des éleveurs établissent un programme de sélection afin de sauvegarder les caractéristiques rustiques de ce chat. En effet, la survie de cette race naturelle est alors en danger, le rapprochement des chats des zones rurales augmentant considérablement les chances de survie des sujets à poils courts.
À Oslo, afin de le faire connaître, on présente certains sujets en exposition. Il faut attendre 1972 pour que la race soit reconnue. Trois ans plus tard, le premier club de race ainsi que le standard sont créés sur la base de Pan’s Truls qui sert de modèle pour établir ces premières normes physiques. En 1976, c'est la Fédération internationale féline (FIFé) qui reconnaît à son tour le norvégien.
Afin de diversifier le réservoir génétique de la race, on cherche alors des sujets correspondant au standard partout dans le pays. Un jury décide s'ils méritent ou non le titre de chat des forêts norvégiennes. Il en fut ainsi jusqu'en 1990.
Les premiers norvégiens arrivent en Allemagne et aux États-Unis en 1979, en Grande-Bretagne en 1980, et en France en 1982 ; de plus, la race figure régulièrement dans les expositions félines.

### Popularité
Le norvégien est très populaire en Norvège et en Suède. Il est également apprécié dans le reste de l'Europe. Depuis 2003, le norvégien compte parmi les dix premières races les plus populaires selon le Livre officiel des origines félines. La race est cependant en déclin, puisqu'elle est lentement passée de la cinquième place à la huitième entre 2003 et 2015. On compte environ quatre cents à cinq cents naissances par an sur le sol français.
Aux États-Unis, le norvégien est à la quatorzième place du classement des races les plus populaires selon la Cat Fanciers' Association (CFA) en 2014. Au Royaume-Uni, selon le Governing Council of the Cat Fancy (GCCF), le norvégien est la onzième race la plus populaire en 2014, avec également une légère baisse de la popularité de la race, puisque celle-ci était la neuvième race en 2005.
Cependant le norvégien se heurte à deux types de problème : tout d'abord, il est souvent confondu avec le maine coon américain, et c'est pour éviter cela que les éleveurs de chat des forêts norvégiennes ont modifié le standard en 1987, en précisant les différences qui distinguent leur race. D'autre part, des chats européens à poil mi-long sont parfois vendus comme étant des norvégiens. C'est donc pour cela que la classe novice a été interdite pour n'accepter que les individus avec pedigree en concours.

## Standards

### Corps

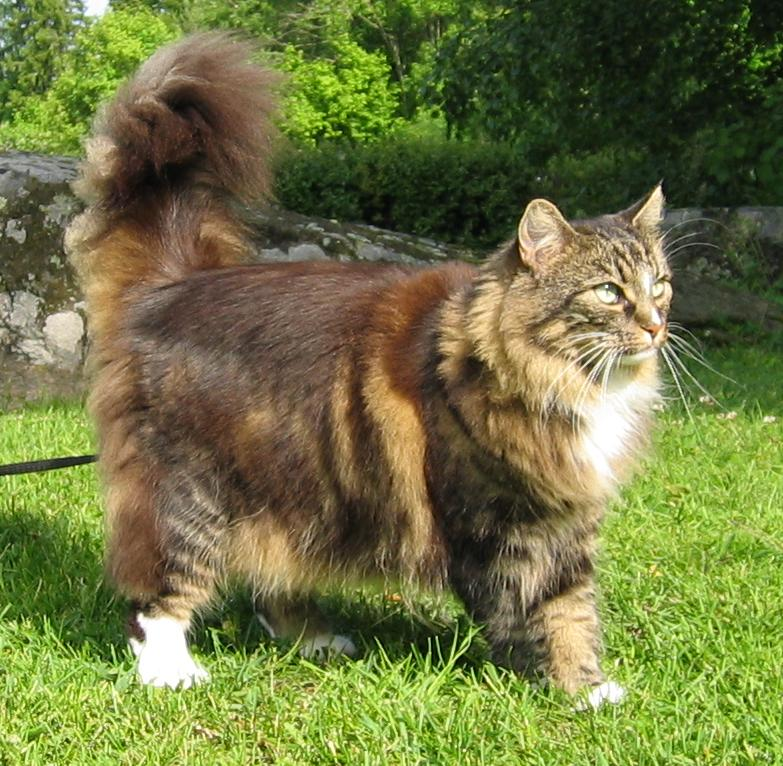
Le corps doit donner une impression de puissance.

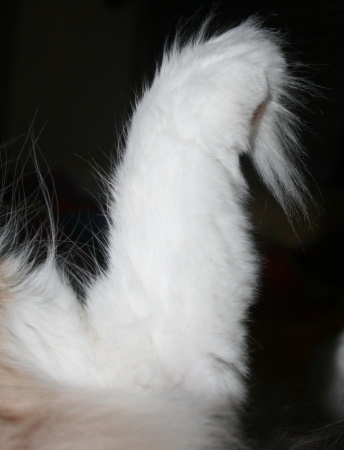
Touffes de poils entre les doigts d'un norvégien.

Le chat norvégien, de type long et puissant, est grand, solidement bâti avec une forte ossature. Il donne une impression de robustesse et de puissance.
Les pattes sont moyennement hautes avec une ossature forte et une musculature puissante ; les postérieures sont plus hautes que les antérieures. Des pattes trop courtes et mal proportionnées sont pénalisées en concours. Les pieds sont grands et ronds avec d'importantes touffes de poils entre les doigts. La queue est longue (elle doit pouvoir toucher le cou), touffue et portée dressée. Une queue trop courte est considérée comme un défaut.

### Tête

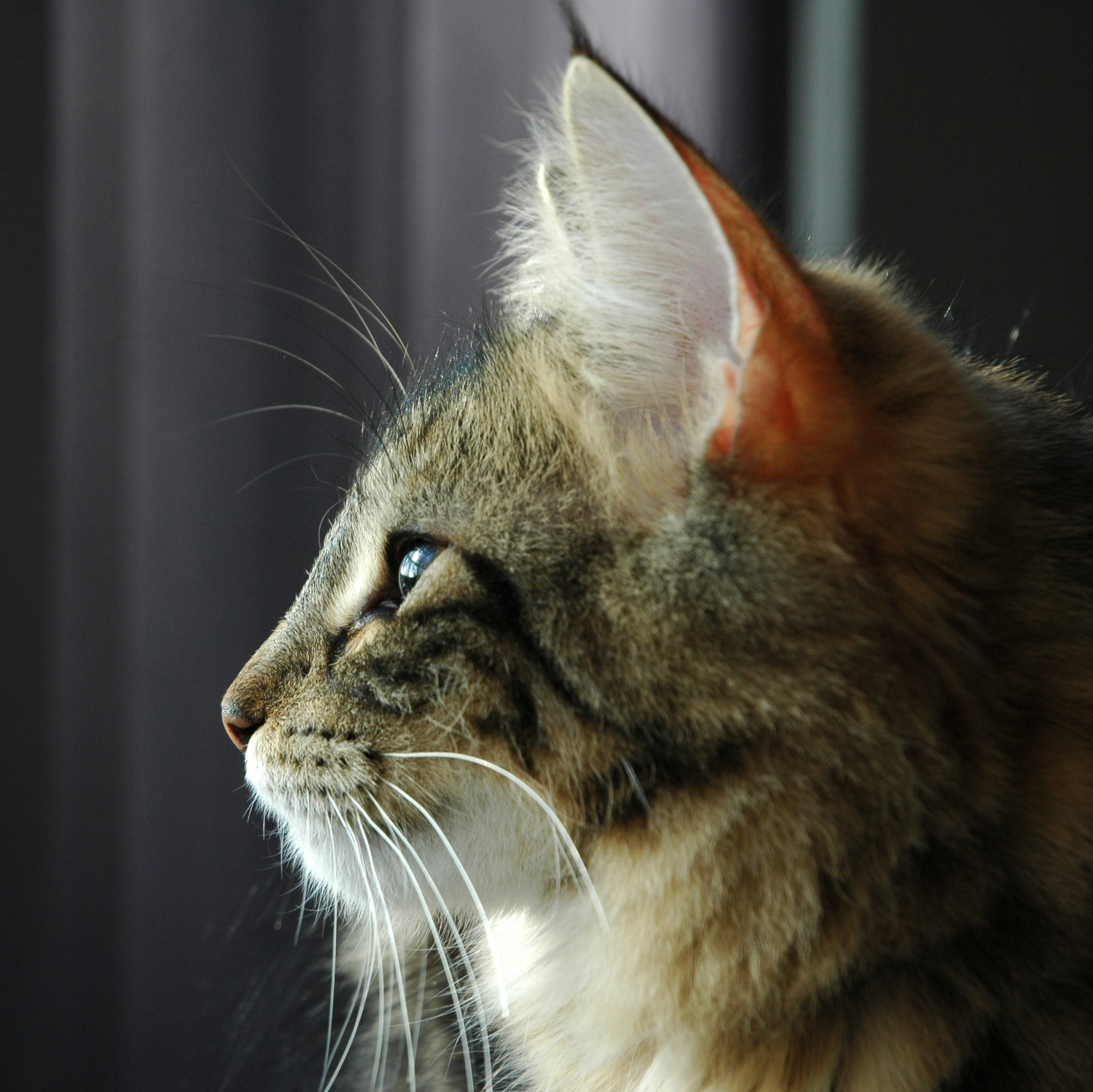
Le profil du norvégien doit être rectiligne avec un menton fort.

Le norvégien doit avoir une tête en forme de triangle équilatéral, une tête ronde ou carrée est considérée comme un défaut. Le profil doit être parfaitement rectiligne et sans stop. Le menton est fort et carré, et le nez d'une longueur moyenne. Les yeux, en amande, sont placés en oblique et doivent présenter une expression alerte et éveillée. Un profil présentant une cassure, un menton fuyant et des yeux ronds sont des défauts pénalisants en exposition.
Les oreilles sont grandes, larges à la base et placées dans le prolongement du triangle formé par la tête. Elles peuvent se terminer par une touffe de poils à la manière des oreilles du lynx, qui est appréciée sans être obligatoire. Des oreilles trop petites ou trop rapprochées sont considérées comme un défaut pénalisant (mais cependant pas éliminatoire).

### Robe et fourrure

#### Couleurs et patrons traditionnels
Le pelage est une caractéristique importante, il doit être double, constitué d'un sous-poil laineux recouvert d'un poil de couverture mi-long, retombant sur les flancs, luisant et imperméable à l'eau. Les sous-poils forment des culottes, appelées knickers, à l'arrière des cuisses, et le poil de couverture forme une collerette fournie sur la gorge. Le manque de sous-poil et de poil de couverture en hiver ainsi qu'une fourrure trop soyeuse ou cassante sont des défauts.
Toutes les couleurs sont acceptées hormis le chocolat, lilas, faon et cinnamon. Le patron colourpoint est également interdit. Toutes les couleurs des yeux sont également acceptées. Les chats silver ou smoke présentent la caractéristique d'avoir un sous-poil argenté. La couleur ambre est reconnue en France pour la première fois par le LOOF le 12 mars 2009.

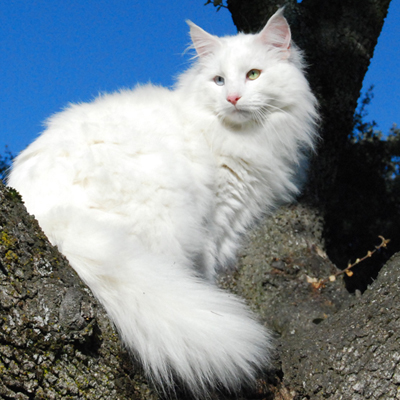
Robe blanche unie.
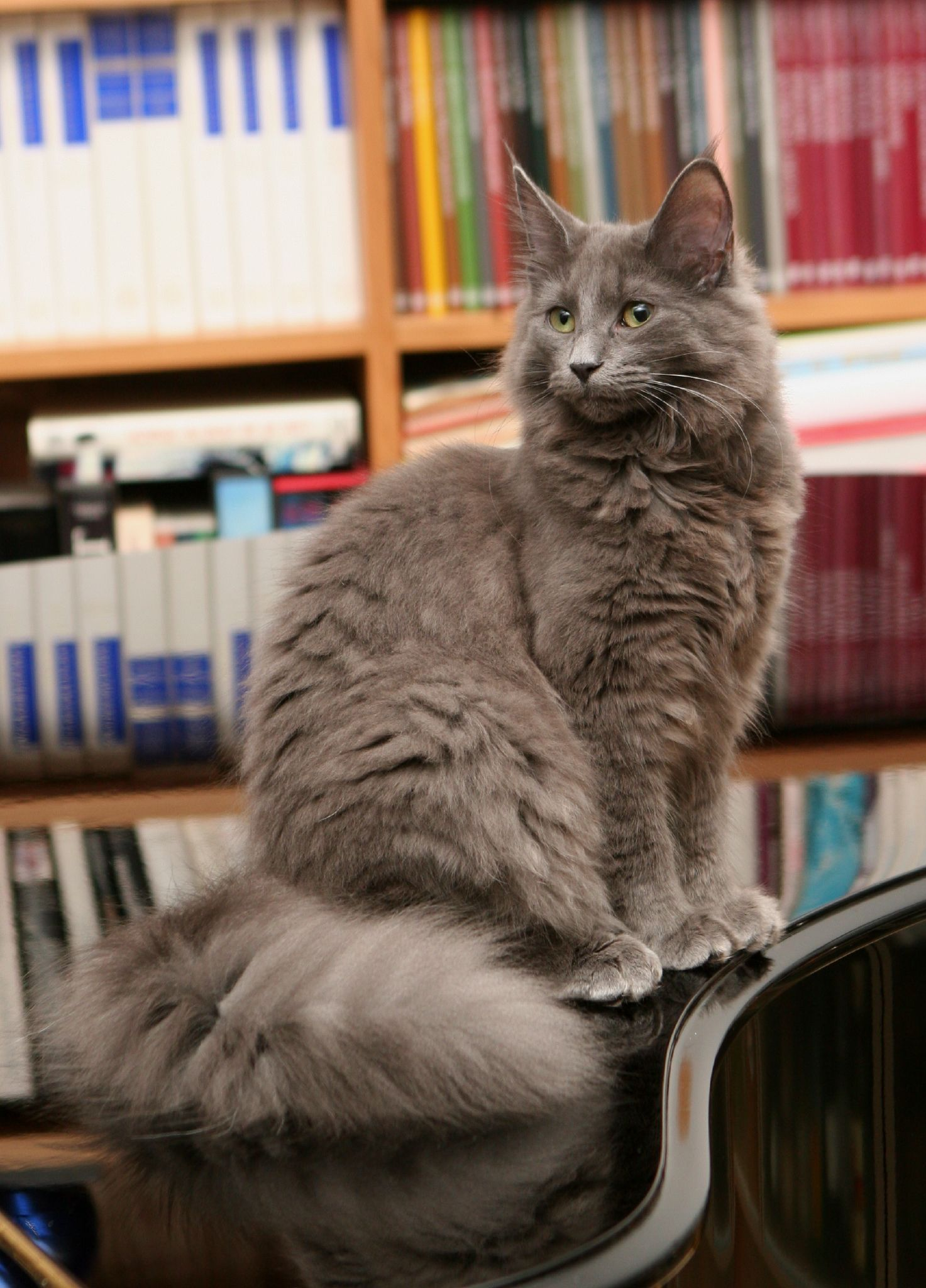
Une robe bleue unie.
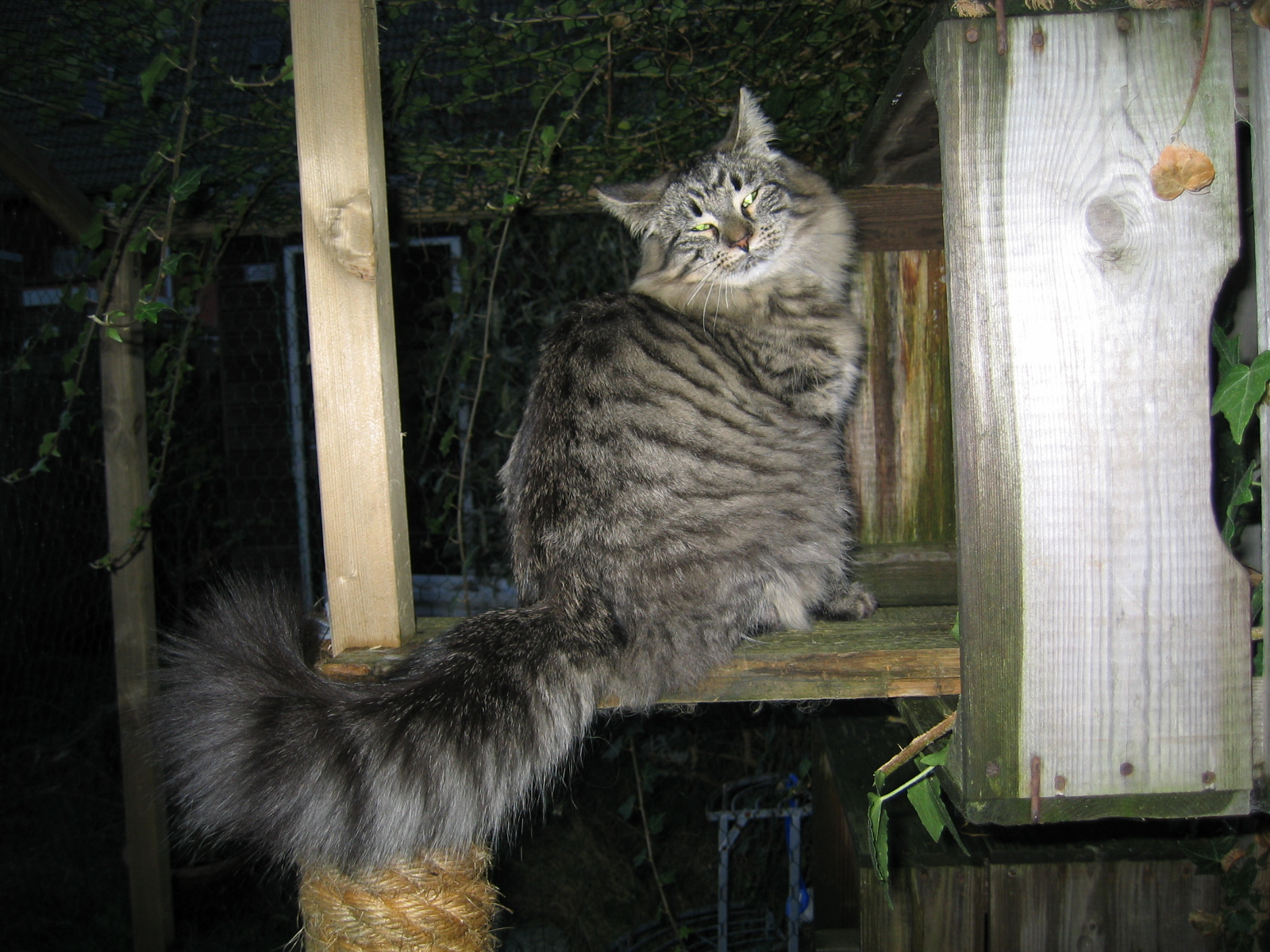
Robe brown mackerel tabby, c'est-à-dire tigrée marron.
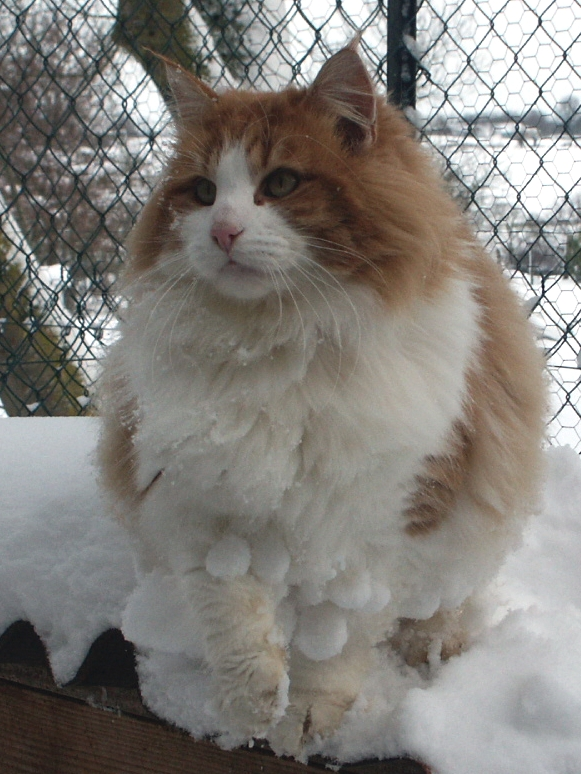
Robe  red mackerel tabby et blanc (= roux tigré et blanc).
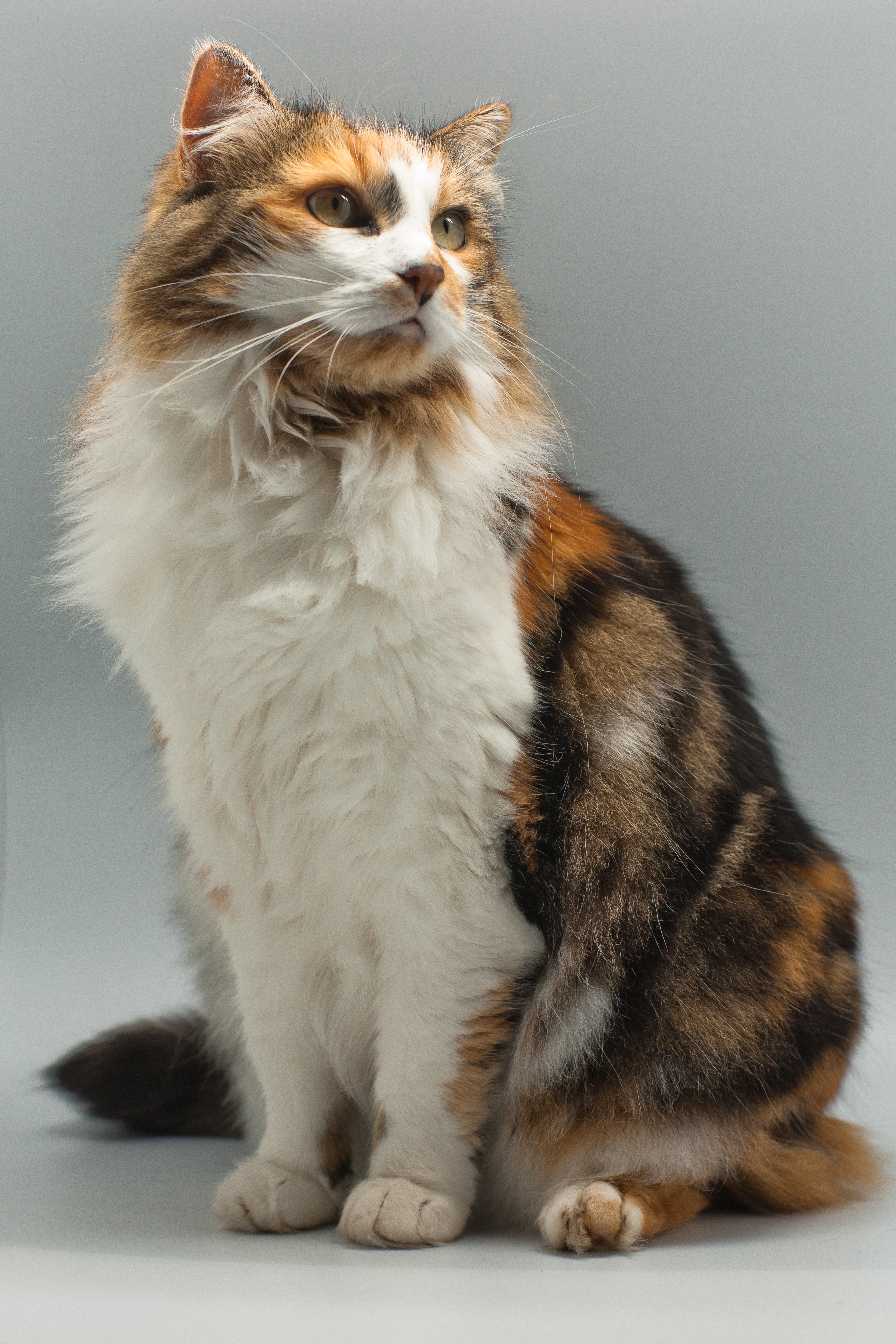
Robe écaille-de-tortue, tabby et blanc.
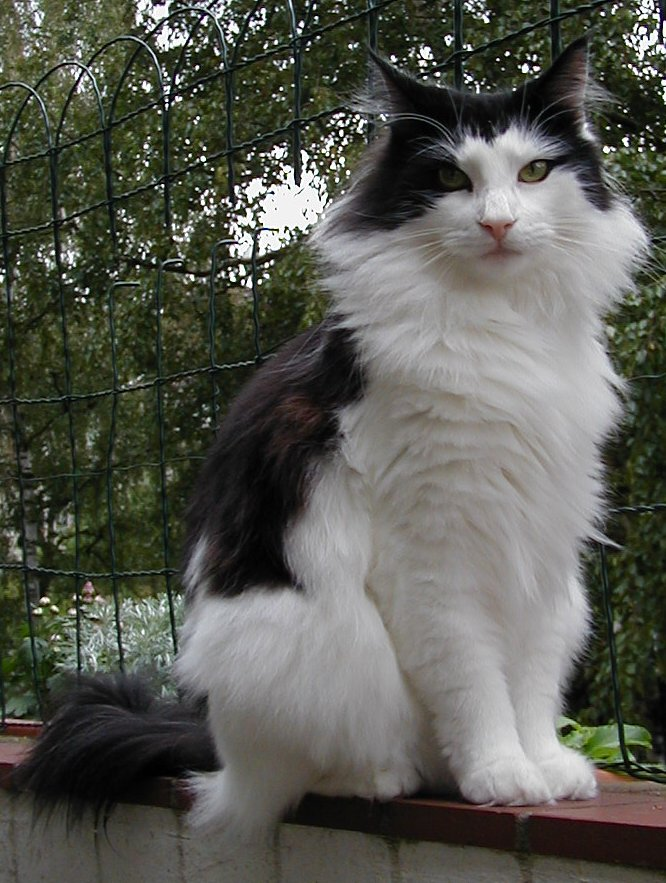
Robe noire bicolore.

#### Couleur ambre

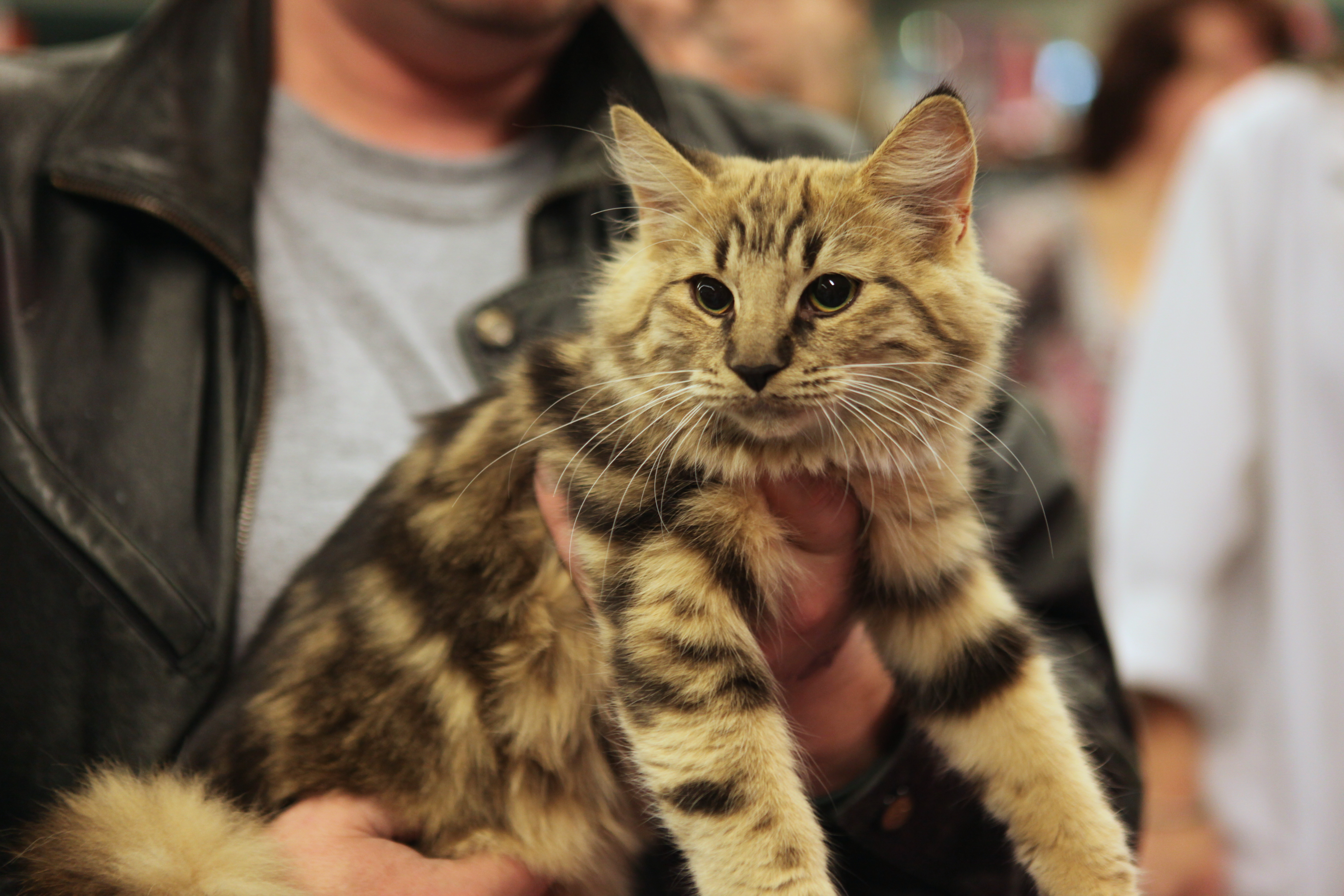
Chat des forêts norvégiennes ambre. La couleur noire du nez indique qu'il ne s'agit pas d'un chat tabby : c'est une « gueule noire ».

L’ambre se décline dans plusieurs teintes, de l’orange au miel blond et caramel. Les chatons, qui n’ont pas encore leur couleur définitive, peuvent naître très sombres, presque noirs. Cette couleur se développe plutôt lentement et de façon variable selon les individus. La couleur définitive peut être acquise dès cinq mois mais parfois il faut attendre un à deux ans et deux à trois ans de stabilisation.
La couleur ambre est une couleur spécifique à cette race et qui est très récente. En effet, les premiers chatons ambre sont nés en Suède en 1992. Pendant plusieurs années, de nombreuses polémiques ont eu lieu et la couleur fut nommée X-Color tant elle paraissait mystérieuse. Personne ne s'accordait sur la classification de ces chatons à la couleur étrange. On les enregistra tantôt en golden, chocolat, lilas ou encore cannelle, ces trois dernières robes étant par ailleurs interdites par les standards du norvégien.
La couleur est très polémique. Dans un sondage effectué en janvier 2004 par l'association AID Skogkatt reconnue par le Livre officiel des origines félines (LOOF), si la moitié des éleveurs sondés sont indécis, 38 % pensent que cette couleur est issue d'un croisement avec une autre race et le reste qu'il s'agit d'une mutation spontanée. L'apparition de la couleur ambre a également lancé un débat sur la possibilité d'introduire de nouvelles couleurs dans le standard. Le même sondage révèle qu'une petite majorité d'éleveurs français y sont opposés.
Il faut attendre 2004 pour une première reconnaissance par la FIFé, puis mars 2009 pour une reconnaissance française par le LOOF, malgré la rareté de la couleur. Cette dernière a été possible grâce à une thèse vétérinaire prouvant l'existence d'une mutation génétique à l'origine de cette nouvelle couleur mais aussi par la venue des premiers norvégiens ambre en France à partir de 2006 par l'éleveuse Clarisse Vinot, chatterie du Gang des Burgondes, qui a activement participé à sa reconnaissance.

## Caractère
Les traits de caractère d'un chat ne sont pas définis dans le standard ; ils restent donc à l'appréciation de l'éleveur. Le caractère est toutefois parfaitement individuel et est fonction de l'histoire de chaque chat. Le norvégien est généralement décrit comme un chat rustique, sûr de lui et très posé.
Son caractère sportif nécessite, pour qu'il soit heureux, de lui offrir une infrastructure adéquate comme un jardin ou à défaut, un arbre à chat. Il convient d'insister sur la redoutable efficacité de certains individus en tant que chasseurs : la taille imposante de la race leur permet de maîtriser sans difficulté des proies de dimensions importantes comme des lièvres adultes ou des oiseaux domestiques de grande taille comme l'oie et la dinde. Il peut être parfois nécessaire de contrôler les promenades diurnes ou nocturnes.

## Élevage

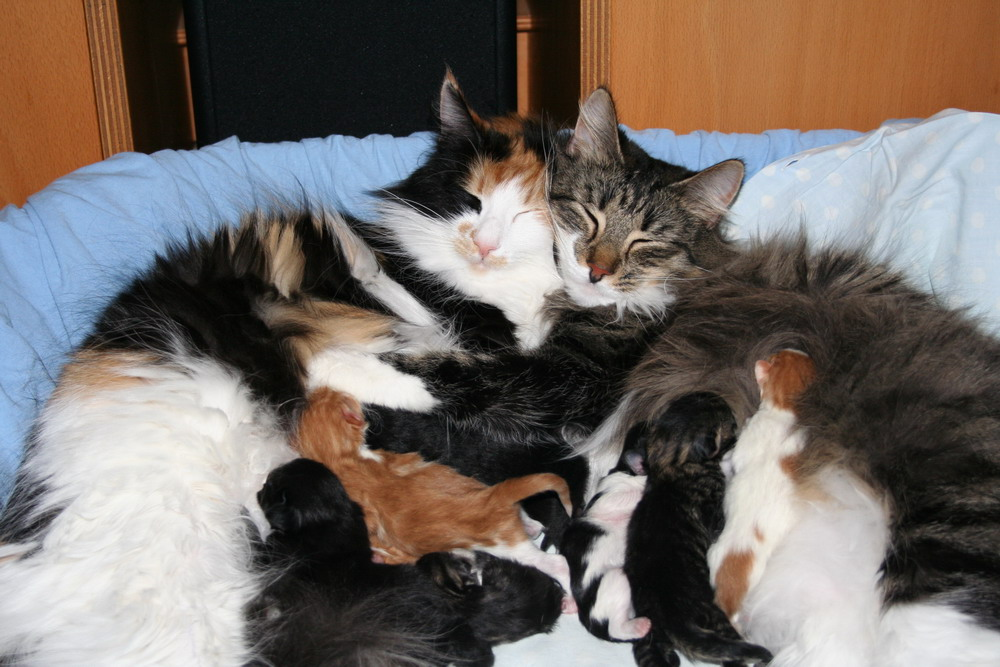
Femelles norvégiennes et leurs portées.

### Dénomination
L'appellation « Norsk skogkatt » qui est parfois utilisée pour désigner la race est la traduction norvégienne littérale qui signifie simplement « chat des forêts norvégiennes ». De même, l'appellation de « chat des forêts norvégiennes » n'était utilisée qu'aux origines de la race et actuellement, en France, seul le terme de « chat norvégien » est reconnu par le Livre officiel des origines félines.

### Reproduction
La taille moyenne des portées de norvégiens déclarés au LOOF de 2003 à 2015 est de 3,67 chatons par portée. En France, le coefficient de consanguinité moyen des portées est de 3,34 %. 71 étalons et 192 femelles contribuent à plus de la moitié des chatons, l'âge moyen des reproducteurs est d'environ deux ans pour les mâles et d'un an à deux ans pour les femelles. Durant la période 2014-2015, 292 éleveurs ont déclaré une ou plusieurs portées.

### Santé
Le norvégien peut être touché par la glycogénose de type IV (en) (GSD IV), une maladie héréditaire mortelle qui perturbe le métabolisme du glucose. La maladie est autosomale récessive et causée par une mutation du gène GBE1. Le pourcentage de chats atteints est faible. Cette mutation a été décrite pour la première fois en 1992 sous le terme de GDS IV. Elle était responsable du décès de norvégiens dans des conditions particulières et incomprises. La maladie a été identifiée et semble liée à la consanguinité nécessitée par la production de lignées américaines à partir d’un pool génétique très réduit dans le pays. On a remarqué alors que les chats atteints étaient tous apparentés et descendaient d’un mâle allemand, Jarls av Trollsfjord, présent dans les descendances des côtés maternels et paternels. Cela incita le professeur Fyfe à supposer une origine héréditaire. La mutation fut alors identifiée et la production d'un test de dépistage génétique fut mise au point en 1996. Cette maladie conduit inéluctablement à la mort à l'âge de dix et quatorze mois, soit par arrêt cardiorespiratoire brutal, soit après un stade comateux.
En dehors de cette maladie héréditaire, le norvégien n'est pas prédisposé à d'autres pathologies. Les vétérinaires chercheurs travaillent toutefois sur la cardiomyopathie hypertrophique héréditaire chez le chat norvégien ainsi que sur la transmission des affections rénales héréditaires comme la PKD. Deux sujets qui poussent désormais de plus en plus d'éleveurs à procéder à des échographies régulières sur leurs reproducteurs afin de détecter la présence de problèmes au cœur ou aux reins.

### Entretien
Comme tout chat à poil long, le norvégien a besoin d'un brossage hebdomadaire.

## Représentations du norvégien
Sans pouvoir assurer qu'il s'agissait du norvégien, on retrouve le chat dans la mythologie nordique, tirant le char de la déesse Freyja ; on raconte également une aventure du dieu Thor, où apparaît un norvégien que Thor — pourtant le plus puissant des dieux de la mythologie scandinave — se montre parfaitement incapable de soulever.
En 1550 déjà, Peder Claussøn Friis, un pasteur passionné de la faune et de la flore de son pays, avait classifié le « lynx norvégien » en trois catégories : le loup-lynx, le renard-lynx et le chat-lynx. Il se trouve que ce dernier était un chat des forêts norvégiennes, confondu avec un lynx par ses plumets et par sa grande taille. Des chats à poils mi-longs et à la longue queue touffue apparaissent dans des contes pour enfants écrits au XIXe siècle.
Différents timbres ont été édités ayant pour illustration un chat norvégien, en particulier en Norvège, mais aussi au Nicaragua, au Bhoutan, à Taïwan ou aux Maldives.

#### Standards
- Standard LOOF
- (en) Standard CFA
- (en) Standard ACF
- (en) Standard ACFA
- (en) Standard TICA
- (de + en + fr) Standard FIFé
- (en) Standard WCF